# Boxeo en los Juegos Panafricanos de 2015
El Boxeo en los Juegos Panafricanos de 2015 se llevó a cabo entre los días 9 y 18 de setiembre de 2015 en la capital Brazzaville y contó con 13 eventos (10 de varones y 3 de mujeres).

## Resultados

### Femenil
| Evento            | Oro              | Plata           | Bronce                              |
| ----------------- | ---------------- | --------------- | ----------------------------------- |
| Peso Mosca -51kg  | Souhila Bouchene | Caroline Linus  | Rim Jouini Bathabile Ziqubu         |
| Peso Ligero -60kg | Kehinde Obareh   | Khouloud Halimi | Elhem Mekhaled Ayat Elsaid Abdellah |
| Peso Medio -75kg  | Edith Agu-Ogoke  | Rana Abdelhamid | Yannick Azengue Goramane Rady       |

### Masculino
| Evento                  | Oro                      | Plata                    | Bronce                               |
| ----------------------- | ------------------------ | ------------------------ | ------------------------------------ |
| Peso Mosca Ligero -49kg | Francel Moussiesse       | Matias Hamunyela         | Sibusiso Bandla Feysel Mohamed Zrgaw |
| Peso Mosca -52kg        | Mohamed Flissi           | Sankuru Nkolomoni        | Junior Mikamou Mokhoto Moroke        |
| Peso Paja -56kg         | Bilel M'hamdi            | Khalil Litim             | Pedro Gomes Hesham Mahmoud Abdelaal  |
| Peso Ligero -60kg       | Reda Benbaziz            | Fatoui Sarouna           | Nick Okoth Mulaja Mulaj              |
| Wélter Ligero -64kg     | Abdelkader Chadi         | Junias Jonas             | Eslam Aly Kagiso Bagwasi             |
| Wélter -69kg            | Oluwafemi Oyeleye        | Salif Msangou Njikam     | Cédric Massala Jean-Luc Rosalba      |
| Peso Medio -75kg        | Seyi Ntsengue            | Glory L'Muala            | Benny Muziyo Zibani Chikanda         |
| Pesado Ligero -81kg     | Abdelhafid Benchabla     | Abderrahmane Salah Araby | Kennedy Katende Ulrich Yombo         |
| Pesado -91kg            | James Kennedy St. Pierre | Efetobor Wesley Apochi   | Elly Ajowi David Akankolim           |
| Súper Pesado +91kg      | Ajagba Efe               | Keddy Agnes              | Mohamed Grimes Issa Ahmed Madian     |

## Medallero
| #     | País                            | Oro | Plata | Bronce | Total |
| ----- | ------------------------------- | --- | ----- | ------ | ----- |
| 1     | Argelia                         | 5   | 1     | 2      | 8     |
| 2     | Nigeria                         | 4   | 2     | 0      | 6     |
| 3     | Camerún                         | 1   | 1     | 2      | 4     |
| 4     | Túnez                           | 1   | 1     | 1      | 3     |
| 5     | República del Congo             | 1   | 0     | 2      | 3     |
| 6     | Mauricio                        | 1   | 0     | 1      | 2     |
| 7     | Egipto                          | 0   | 2     | 4      | 6     |
| 8     | República Democrática del Congo | 0   | 2     | 1      | 3     |
| 9     | Namibia                         | 0   | 2     | 0      | 2     |
| 10    | Seychelles                      | 0   | 1     | 0      | 1     |
| 10    | Togo                            | 0   | 1     | 0      | 1     |
| 12    | Kenia                           | 0   | 0     | 2      | 2     |
| 12    | Sudáfrica                       | 0   | 0     | 2      | 2     |
| 14    | Angola                          | 0   | 0     | 1      | 1     |
| 14    | Botsuana                        | 0   | 0     | 1      | 1     |
| 14    | Etiopía                         | 0   | 0     | 1      | 1     |
| 14    | Gabón                           | 0   | 0     | 1      | 1     |
| 14    | Ghana                           | 0   | 0     | 1      | 1     |
| 14    | Lesoto                          | 0   | 0     | 1      | 1     |
| 14    | Uganda                          | 0   | 0     | 1      | 1     |
| 14    | Zambia                          | 0   | 0     | 1      | 1     |
| 14    | Zimbabue                        | 0   | 0     | 1      | 1     |
| Total | Total                           | 13  | 13    | 26     | 52    |